# ウッディ・ソウルズベリー
ウッディ・ソウルズベリー (Woody Sauldsberry, 1934年7月11日 - 2007年9月3日) はアメリカ合衆国ルイジアナ州ウィンズボロ出身の元バスケットボール選手。NBAでプレイし、新人王に輝いた経歴を持つ。

## 生い立ち
1934年にルイジアナ州ウィンズボロで生まれたウッディ・ソウルズベリーことウッドロウ・ソウルズベリー・ジュニアは1937年にロサンゼルス郊外に引越し、8年生の頃からバスケットを始めるようになった。
高校はコンプトン連盟高校に進学。当時のソウルズベリーは水泳に夢中だったが、高校のコーチの勧めによりバスケットに力を入れるようになった。彼が3年の時に同校は32戦全勝し、最終的には53連勝を記録。ソウルズベリーはコンプトンのスター選手となった。
ソウルズベリーの父は彼が地元のUCLAに進学することを望んだが、ソウルズベリーは1年生から試合に出場できる大学でのプレイを望み、テキサス南部大学に進学。2年生の時にはNAIAトーナメント優勝などに導いた。
この頃恋人が妊娠し、出産・結婚費用を必要としていたソウルズベリーは12000ドルの契約でハーレム・グローブトロッターズに入団（当時NBAにはアーリーエントリー制度がなく、実質大学生でのNBA入りを禁止していた）。2年間の所属で80ヶ国、500試合を巡業した。しかしあくまで（主に白人観客を対象とした）エキシビジョンチームであるトロッターズでのプレイに疑問を抱き始めたソウルズベリーは1957年8巡目全体60位指名でNBAのフィラデルフィア・ウォリアーズに入団した。

### ソウルズベリーとラッセル
ハーレム・グローブトロッターズ時代、当時大学生だったビル・ラッセルと会う機会があった。卒業後の進路をNBAかトロッターズかで迷っていたラッセルに、ソウルズベリーはNBA入りすることを強く勧めた。トロッターズに心が傾きかけていたラッセルは、ソウルズベリーの説得によりNBA入りを決意したという。

## NBAキャリア
ウォリアーズでの1年目はポール・アリジン、ニール・ジョンストン、トム・ゴーラらスター選手に囲まれながら12.8得点10.3リバウンドを記録し、新人王を受賞した。2年目の1958-59シーズンにはウィルト・チェンバレンともプレイし、キャリアハイの15.4得点11.5リバウンドを記録し、オールスターにも出場している。
ウォリアーズで3シーズン過ごした後、契約問題でセントルイス・ホークスに移籍した。ホークスではNBAファイナル進出も経験するが、ウォリアーズ時代ほどの活躍はできず、スター選手のクリフ・ヘイガンが黒人とプレイすることを嫌がったこともあり、1961-62シーズン中にシカゴ・パッカーズにトレードされた。翌シーズンにはホークスに戻るが、ハリー・ギャラティンHCとの間に確執が生じ、このシーズン終了後に解雇され、NBAからも離れた。

### ソウルズベリーとラッセル その2
1963年を最後にNBAから離れたソウルズベリーはトランス・ワールド航空で働き、バスケットからも身を引いた。NBAではかつて新人王を獲得したこともあるソウルズベリーの存在は徐々に忘れ去られていったが、しかしビル・ラッセルだけは彼のことを忘れていなかった。ラッセルはレッド・アワーバックHCを熱心に説得し、ソウルズベリーをボストン・セルティックスへと招き入れた。ソウルズベリーは伝説的な八連覇時代のボストン王朝の一員となり、ブランクと故障のため往年のプレイはできなかったものの、1966年に優勝を経験。セルティックスでは1シーズンだけプレイし、今度こそNBAから完全に身を引いた。
NBA通算成績は7シーズン462試合の出場で、4,930得点3,618リバウンド、平均10.7得点7.8リバウンドだった。